# NST河内さくらの料理教室
『NST河内さくらの料理教室』（エヌエスティーかわうちさくらのりょうりきょうしつ）は、1985年4月1日から1993年9月27日まで新潟総合テレビで放送されていた料理番組。

## 概要・放送時間
郷土料理研究家の河内さくらを迎えての生放送。放送時間は毎週月曜日14:00から。（1990年4月2日より「産経テレニュースFNN」枠移動のため月曜14:05 - に変更）収録は長岡放送センターのスタジオで行われていた（番組は本社機能が長岡から新潟へ移転する前の時代から放送されていた）。

## 出演者
- 河内さくら（郷土料理研究家）
- 山本安幸（当時NSTアナウンサー）
- 長谷川晴彦（当時NSTアナウンサー）

## 備考
CMは河内と山本の似顔絵のイラスト。「NST河内さくらの料理教室」、「毎週月曜午後2:00」、「生放送」の文字。